# Ricardo López Felipe
Ricardo López Felipe (Madrid, 1971. december 30. –) spanyol válogatott labdarúgó, edző. A spanyol labdarúgó-válogatott tagjaként részt vett a 2002-es labdarúgó-világbajnokságon.

## Sikerei, díjai
- Atlético Madrid:
  - Spanyol bajnok: 1995–96
  - Spanyol kupa: 1995–96
- Manchester United:
  - Angol bajnok: 2002–03